# Valdemar Ljungberg
Peter Valdemar Ljungberg, född den 6 mars 1856 i Göteborg, död där den 26 juni 1932, var en svensk militär och militärhistoriker.
Ljungberg blev underlöjtnant vid Västgötadals regemente 1876 och vid Göta artilleriregemente 1877, löjtnant där 1880 och kapten 1893, i regementets reserv 1906. Han var adjutant hos kommendanten i Göteborg 1895–1898. Ljungberg utgav Göteborgsporträtt (tillsammans med Evald E:son Uggla, 1923) och Göteborgs befästningar och garnision (1924). Han blev riddare av Svärdsorden 1898, av Vasaorden 1900 och av Nordstjärneorden 1923.